# Коронавірусна хвороба 2019 в Індії
Спалах коронавірусної хвороби 2019 в Індії — це поширення пандемії коронавірусної хвороби 2019 територією Індії.
Хоча на початку епідемії в Індії було мало інфікованих, однак вже до початку травня 2020 року кількість інфікованих почала різко зростати. Станом на 9 травня Індія зайняла 14 місце у світі за кількістю інфікованих із показником 59662 осіб і 18 місце за смертністю — 1981, вилікувалося 17847 осіб. За темпами приросту інфікованих Індія увійшла до п'ятірки країн світу після США, Росії, Бразилії та Туреччини. Із кінця квітня в Індії реєстрували близько 2000 нових випадків інфікування.

## Хронологія

### 2020
24 березня прем'єр Нарендра Моді оголосив про карантин в Індії. Ризики країни полягають у тому, що 90 % працівників працюють у тіньовому секторі економіки — охоронці, прибиральники, рикші, вуличні торговці, збирачі сміття та хатні працівники. Також значна частина робітників отримує щоденну оплату працю, тому їжа в них закінчиться через кілька днів.
14 квітня в Індії було розігнано натовп, який зібрався біля залізничної станції в Мумбаї. Люди помилково вважали, що карантин закінчився. Місцевий карантин мав закінчитися 15 квітня, але14-го прем'єр-міністр заявив про його продовження до 3 травня.
23 квітня 115 сімей було відправлено на карантин, після виявлення інфекції у співробітника президентського палацу. На цей день в країні було підтверджено зараження 20,178 людей, померли 645 громадян.
9 травня ICMR повідомило, що було зроблено 1523213 тестів і виявлено 59662 випадків інфікування.
21 червня Індія знаходиться на 4 місці у світі за кількістю інфікованих (395 тис.) після США (2,3 млн), Бразилії (1,07 млн) та Росії (576 тис.). Індія поступово доганяє Росію.
17 вересня за одну добу в країні було виявлено 98 тис. інфікованих та більше 1000 летальних випадків, загальна кількість інфікованих сягнула 5,1 млн.

### 2021
2 січня Індія схвалила місцеву вакцину від коронавірусу — COVAXIN, створену місцевою компанією Bharat Biotech та Ради з медичних досліджень.
5 квітня найбагатший штат Індії Махараштра запровадив жорсткі карантинні обмеження: ззакрито торговельні центри, кінозали, бари, ресторани. 9 квітня індійські вчені почали власне дослідження щодо безпеки вакцин, якими мали прищеплювати населення.
11 квітня владою Делі було оголошено про четверту хвилю коронавірусу, що також могло вплинути на постачання вакцин до інших країн. Протягом доби в місті та околицях, де проживає понад 30 млн осіб, зафіксовані рекордні 10 тисяч випадків зараження.
12 квітня 2021 сотні тисяч прихильників індуїзму зібралися, щоб прийняти святу ванну в річці Ганг в Індії (Кумбха Мела), незважаючи на найвищий у світі показник нових щоденних заражень коронавірусом.
20 квітня влада країни оголосила про нову хвилю захворюваності через різкий ріст числа хворих. 30 квітня в Індії зафіксували рекорд за кількістю випадків COVID за добу — понад 386 452 тисяч осіб. Наприкінці місяця Індія підписала договір про поставку кисню для хворих зі 40 країнами.
3 травня загальна кількість випадків коронавірусної інфекції в Індії зросла до 20 мільйонів, але медичні експерти стверджують, що фактичні цифри можуть бути в 5-10 разів вище, ніж офіційні дані.  Велика Британія та Ізраїль повідомили, що направлять в Індію невідкладну медичну допомогу, в тому числі вкрай необхідне кисневе обладнання, апарати для штучної вентиляції легень. Також допомогу відправили Франція та Бельгія.  Україна з 4 травня закрила кордон для Індії.
8 травня в Індії було зафіксовано добовий антирекорд смертності, протягом доби померло понад 4 тисячі людей. 
14 червня в Делі було послаблено карантин, зокрема, відкрито ринки, закусочні, торгові центри. 
У липні виявилося. що в Мумбаї тисячам пацієнтів замість вакцини вводили фізрозчин, видаючи його за вакцину. За даними поліціянтів, ~2,500 людей отримали фейкові щеплення, організатори заволоділи $28 тис. 
20 липня BBC News з посиланням на дослідження американського Центру глобального розвитку, повідомило про понад 4 млн надлишкових смертей в Індії. Дослідники екстраполювали реєстрацію смертей з семи штатів, в яких проживає половина населення Індії. Також вони провели опитування, в якому взяли участь 868 тис. Чоловік, в якому запитали, чи помер хто-небудь з членів сім'ї у проміжку 21 березня -- 21 червня 2021р. Результати показали, що надмірна смертність оцінюється в діапазоні від 3,4 млн до 4,7 млн осіб, це приблизно в 10 разів перевищує офіційне число померлих від COVID-19 в Індії. 
27 вересня Канада дозволила прямі авіарейси з Індії, які було заборонено протягом 5 місяців через ріст захворюваності в Індії. 
Наприкінці грудня влада Нью-Делі заборонила святкування Різдва й Нового року через штам Омікрон. 